# ۱۱۲۶ (میلادی)
۱۱۲۶ (میلادی) هزار وصد و بیست و ششمین سال تقویم میلادی است.

## درگذشتگان
‎